# Râșca (Suceava)
Râşca è un comune della Romania di 5 202 abitanti, ubicato nel distretto di Suceava, nella regione storica della Moldavia. 
Il comune è formato dall'unione di 5 villaggi: Buda, Dumbrăveni, Jahalia, Râșca, Slătioara.
Slâtioara è una frazione di pochi abitanti, ma è conosciuta per il suo monastero; dove ogni anno, in agosto, vengono centinaia di persone da tutta la Romania e dalla Grecia per un Hram, un banchetto per festeggiare i santi protettori del monastero.